# Nikolaus Thon
Hypodiakon Nikolaj Thon (russisch Николай Тон; * 1948 in Herne) ist ein russisch-orthodoxer Theologe.

## Leben und Wirken
Nikolaj Thon war von 1985 bis 2003 Schriftleiter der Zeitschrift für Ostkirchliche Kunst Hermeneia, seit 1997 ist er auch  Redakteur des im Auftrag der Orthodoxen Bischofskonferenz in Deutschland (OBKD) publizierten Informationsdienstes Orthodoxie aktuell. Bis zu dessen Tod 2014 war er zunächst persönlicher Referent, dann Bischöflicher Rat des Erzbischofs Longin von Klin in der Ständigen Vertretung der Russischen Orthodoxen Kirche in Deutschland. Er ist in der Berliner Diözese der Russischen Orthodoxen Kirche des Moskauer Patriarchats der Leiter der Abteilung für Zwischenkirchliche Beziehungen und Stellvertreter des Erzbischofs bei der ACK.
Thon war zudem seit ihrer Gründung 1994 Geschäftsführer der Kommission der Orthodoxen Kirche in Deutschland. Seit der Gründung der OBKD am 27. Februar 2010 war er deren Generalsekretär, zugleich deren Beauftragter für Fernseh- und Rundfunkarbeit. Im Oktober 2018 zog sich die Russische Orthodoxe Kirche des Moskauer Patriarchats aus der OBKD zurück. Daraufhin ernannte die OBKD anstelle von Thon einen kommissarischen Generalsekretär.
Von 2015 bis 2020 war Thon zudem Dozent am orthodoxen Thyateira Midland Ecclesiastical Seminary (T.M.E.S.) in Walsall (Großbritannien) mit dem Schwerpunkt Kirchengeschichte und Kirchenrecht, seit 2023 ist er Dozent für Kirchengeschichte an der Orthodoxen Theologischen Fernschule (Krefeld).
2023 trat Thon als Generalsekretär der Orthodoxen Bischofskonferenz in Deutschland zurück. Er bleibt weiterhin Medienbeauftragter der OBKD. Thon ist als Hypodiakon an der Maria-Obhut-Kirche in Düsseldorf tätig.

## Auszeichnungen
- Orden des hl. Vladimir, 3. Klasse
- Orden des hl. Sergij, 2. Klasse
- Orden des hl. Daniil von Moskau der Russischen Orthodoxen Kirche, 3. Klasse
- Goldenes Kreuz 1. Klasse, die höchste Auszeichnung der Griechisch-Orthodoxen Metropolie von Deutschland

## Veröffentlichungen (Auswahl)
- Ikone und Liturgie, Paulinus-Verlag, Trier 1979
- Orthodoxe Kirche, Christophorus-Verlag, Freiburg im Breisgau 1981
- Quellenbuch zur Geschichte der orthodoxen Kirche, Paulinus-Verlag, Trier 1983
- Alekseeva, Aleksandra [Bearb.]: St. Petersburg um 1800: ein goldenes Zeitalter des russischen Zarenreichs; Meisterwerke und authentische Zeugnisse der Zeit aus der Staatlichen Ermitage, Leningrad; [Ausstellung Kulturstiftung Ruhr, Villa Hügel, Essen, 9.6. – 4.11.1990] / Kulturstiftung Ruhr, Essen. [Autoren d. Kataloges Aleksandra Alekseeva et al. Die Texte wurden von Nikolaus Thon übersetzt u. bearbeitet], Bongers, Recklinghausen 1990, ISBN 3-7647-0401-2
- Vierspännig auf dem Feuerwagen. Der Prophet Elija und seine Darstellung in der Ikonenmalerei, Typos-Verlag, Herten 1992
- Staatliches Russisches Museum St. Petersburg, Kunst- und Ausstellungshalle der Bundesrepublik Deutschland, Bonn 1995
- Stock und Stab, Emschertalmuseum der Stadt Herne, Herne 1999